# Jules Pommery
Jules Pommery (Cosne-Cours-sur-Loire, 22 de enero de 2001) es un deportista francés que compite en atletismo. Ganó una medalla de bronce en el Campeonato Europeo de Atletismo de 2022, en la prueba de salto de longitud.

## Palmarés internacional
| Campeonato Europeo | Campeonato Europeo | Campeonato Europeo | Campeonato Europeo |
| Año                | Lugar              | Medalla            | Prueba             |
| ------------------ | ------------------ | ------------------ | ------------------ |
| 2022               | Múnich (Alemania)  | Medalla de bronce  | Salto de longitud  |